# Eduard von Hobe
Eduard Heinrich August von Hobe (* 3. September 1802 in Neustadt an der Aisch; † 24. Juli 1874 in Baden-Baden) war ein preußischer Generalleutnant.

## Leben

### Herkunft
Er war der Sohn des späteren preußischen Generalleutnants Karl von Hobe (1765–1822) und dessen Ehefrau Sophie Therese, geborene von Rothschütz (1768–1822).

### Militärkarriere
Hobe besuchte während der Befreiungskriege das Kadettenhaus in Berlin und wurde am 19. Oktober 1818 als Sekondeleutnant mit Patent vom 16. November 1818 dem 12. Husaren-Regiment (2. Magdeburgisches) der Preußischen Armee überwiesen. 1821/24 fungierte er als Regimentsadjutant, stieg im Juni 1831 zum Premierleutnant auf und wurde Mitte Dezember 1842 Rittmeister sowie Eskadronchef. Als solcher nahm Hobe 1849 im Zuge der Niederschlagung der revolutionären Unruhen in der Pfalz und Baden am Gefecht bei Kuppenheim sowie der Belagerung von Rastatt teil. Am 25. September 1849 wurde er Major und Adjutant der 15. Division in Köln. Daran schloss sich ab dem 17. Mai 1850 eine Verwendung als Adjutant beim Generalkommando des VIII. Armee-Korps in Koblenz an. Am 4. Mai 1854 wurde Hobe zum Kommandeur des 9. Husaren-Regiments ernannt und in dieser Eigenschaft am 13. Juli 1854 zum Oberstleutnant sowie am 22. Mai 1858 zum Oberst befördert. Unter Stellung à la suite seines Regiments ernannte man Hobe am 22. November 1859 zum Kommandeur der 13. Kavallerie-Brigade in Münster. In Würdigung seiner Leistungen in der Truppenführung verlieh König Wilhelm I. Hobe am 20. September 1861 den Roten Adlerorden II. Klasse mit Eichenlaub und im Folgemonat wurde er zum Generalmajor befördert.
Für die Dauer des mobilen Verhältnisses war Hobe 1864 anlässlich des Krieges gegen Dänemark mit der Führung der mobilen Kavalleriedivision beauftragt. Am 9. Januar 1865 wurde er von seinem Kommando als Brigadekommandeur entbunden und anschließend unter Verleihung des Charakters als Generalleutnant mit der gesetzlichen Pension zur Disposition gestellt.

### Familie
Hobe hatte sich am 18. Februar 1827 in Helfta mit Klara Uebel (1807–1830) verheiratet. Nach ihrem frühen Tod heiratete er am 4. Oktober 1833 in Volkstedt Maria Gräfin Henckel von Donnersmarck (1810–1886).